# Ibisnäbb
Ibisnäbb  (Ibidorhyncha struthersii) är en centralasiatisk vadare som skiljer sig tillräckligt mycket från de andra inom gruppen för att placeras i den egna familjen ibisnäbbar (Ibidorhynchidae). Som adult är den övervägande grå med vit buk, röda ben, röd lång nedåtböjd näbb, svart "ansikte" och ett svart bröstband. Beståndet anses vara livskraftigt.

## Utseende
Ibisnäbben är 38–41 centimeter lång och har ett omisskännligt utseende. Den adulta fågeln är övervägande grå, med vit buk, röda ben, röd lång nedåtböjd näbb, svart "ansikte" och svart bröstband. Honan och hanen är lika men juvenilerna saknar det svarta på "ansiktet" och näbben har en dovare färg. Benen är klarröda hos häckande fåglar, mörkbruna till grönaktiga hos juvenilen och hos icke-häckande adulta fåglar. Tarsen är kort och den saknar baktå. Trots sin distinkta fjäderdräkt smälter den in väl i sin steniga miljö där den oftast befinner sig. Dess lockläte är ett ringande klew-klew som påminner om gluttsnäppans läte. I flykten ger den utsträckta halsen, långa näbben och de rundade vingarna ett ibisliknande utseende.

## Utbredning

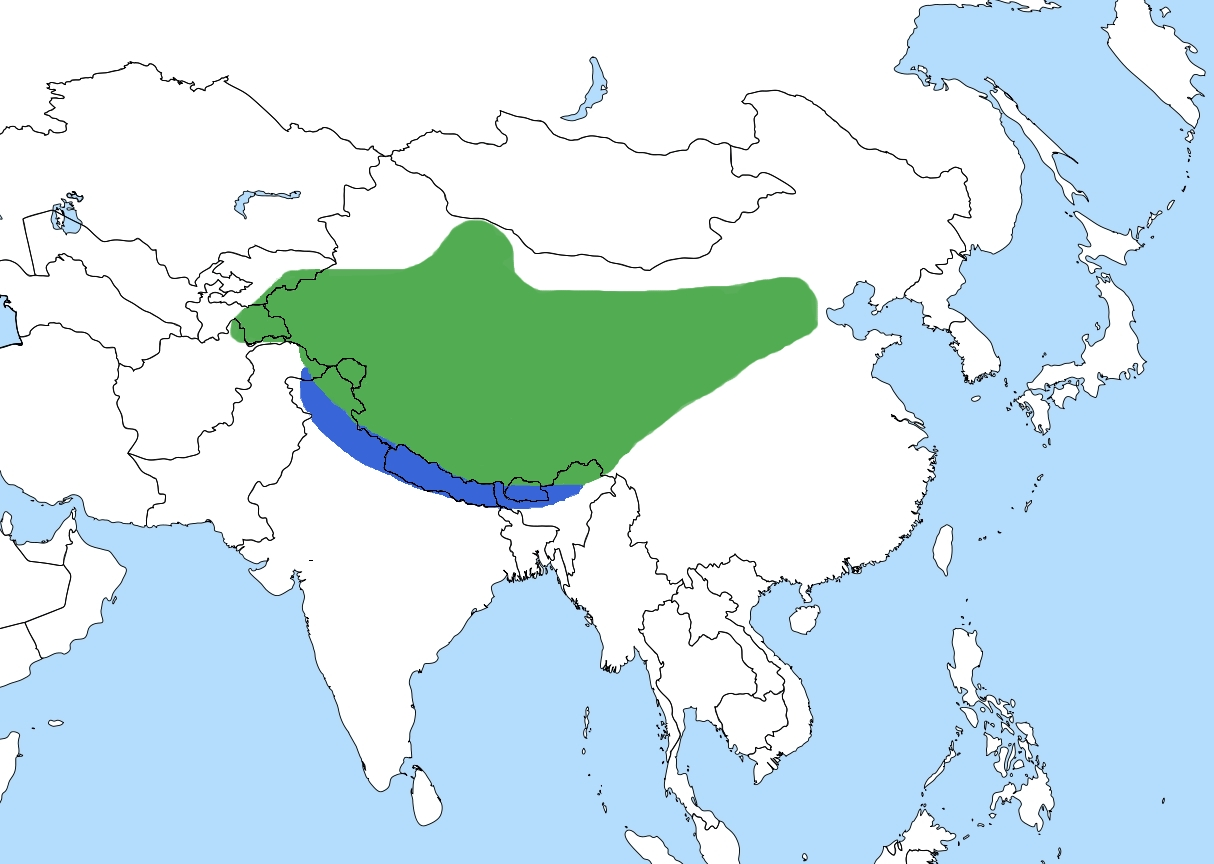
Ibisnäbbens utbredningsområde

Ibisnäbben häckar i södra Centralasien vid flodstränder på den tibetanska högplatån, oftast på höjder mellan 1 700 och 4 400 meter över havet. Utanför häckningssäsongen flyttar den ned till ungefär 100 meter över havet.

## Taxonomi
Ibisnäbben tillhör underordningen vadare i ordningen vadarfåglar (Charadriiformes). Dess släktskap med de andra vadarna är inte fullt utrett men både morfologiska och genetiska studier visar att den sannolikt står närmast strandskatorna (Haematopodidae) och dessa två tillsammans utgör systergrupp till skärfläckorna (Recurvirostridae) men samtidigt skiljer den sig tillräckligt mycket ifrån alla andra arter inom gruppen för att den ska placeras i den egna familjen Ibidorhynchidae. Arten delas inte upp i någraunderarter.
Utifrån målningar av John Gould beskrevs arten 1831 av Nicholas Aylward Vigors. Två år tidigare hade dock Brian Hodgson sänt in ett manuskript till "The Asiatic Society of Bengal" där han beskrev arten som "Red-billed Erolia" men den kom först att publiceras 1835, och då med en ursäkt ifrån redaktören. Senare föreslog Hodgson det nya släktnamnet Clorhynchus eftersom han ansåg att Goulds beskrivning av Ibidorhyncha var felaktig och Vieillot Erolia hade förkastats som felaktig.

## Ekologi
Ibisnäbbar återfinns oftast ensamma, i par eller mindre grupper med fem till sex individer. De lever på flodstränder eller öar med klappersten och gräs vid forsande vatten. Vanligtvis är de ganska oskygga.

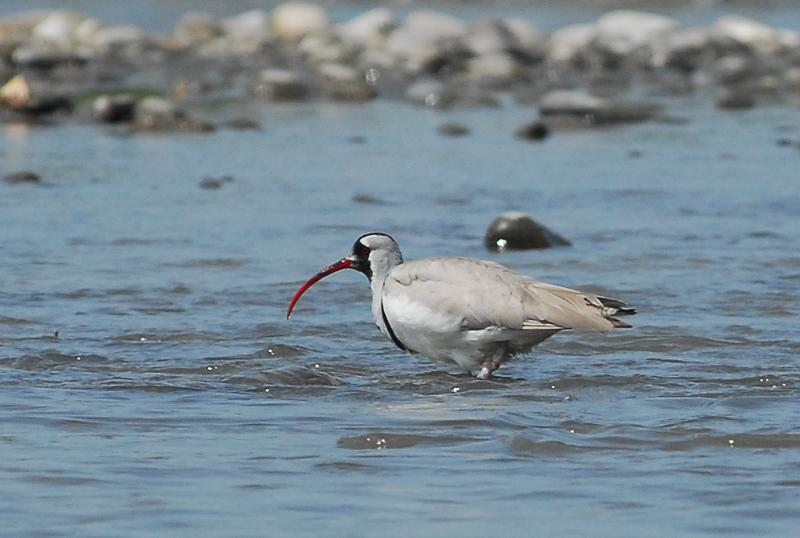

### Häckning
Ibisnäbben lever i monogama förhållanden. Boet är en grund uppskrapad grop direkt på marken, men som ibland fodras med småsten. Den lägger två till fyra ägg i slutet av april och början av maj - tidpunkten varierar beroende på väder. De häckande föräldrarnas beteende i närheten av boet liknar tofsvipornas. Båda föräldrarna deltar i ruvningen. Man tror att fjolårets ungar kan hjälpa till med att ta hand om ungarna.

### Föda
Ibisnäbben födosöker genom att sticka ned näbben under stenar på stranden eller i gruset på flodbottnen i grunt vatten. Den lever av en mängd olika landlevande och vattenlevande ryggradslösa djur, som larver av nattsländor och dagsländor, gräshoppor och även mindre fiskar.

## Status och hot
Arten förekommer över ett mycket stort område som uppskattas till fem miljoner kvadratkilometer och detta utbredningsområde verkar inte minska eller fragmentariseras. Populationsstorleken är okänd men tros inte minska. Utifrån dessa orsaker kategoriseras arten som livskraftig (LC) av IUCN.

## Namn
Ibisnäbbens vetenskapliga artnamn struthersii hedrar den skotske läkaren Dr John Struthers, medan släktesnamnet Ibidorhyncha betyder just "ibisnäbb".